# Bete Abba Libanos
Bete Abba Libanos  ("La maison de l'abbé Libanos" ou Abba Matâ'a) est une église éthiopienne orthodoxe située à Lalibela, dans l’Amhara, en Éthiopie. 
Elle est une des onze églises rupestres de la ville et fait partie du groupe de quatre églises situé au Sud-Est.

## Description
Parmi toutes les églises de Lalibela, celle dédiée à Abba Libanos est unique sur un point : bien qu'autoportante de tous côtés, son toit n'a jamais été séparé de la roche. Même si aucune église de Lalibela n'est identique dans sa conception, Abba Libanos partage certaines caractéristiques, telles que les pilastres et les poutres apparentes, avec Beta Amanuel. Comme Beta Gheorgis, elle présente des fenêtres à l'architecture basée sur l'arc brisé .
De type à la fois monolithe et hypogée, elle imite une église de caverne. Les quatre façades sont bien sculptées et reproduisent poutraison, encadrements et bandeaux. 
La longueur de la façade est de 9,5 m, la largeur 7 m (8,4 m avec le soubassement) et la hauteur de l'édifice est de 6,75 m prise dans l'axe de la porte.
Très dégradée, la roche originale a dû être, par endroits, remplacée par des blocs de pierre. L'intérieur est de plan basilical.
L'église d'une nuit - La tradition veut que Maskal-Kébra, l'épouse du roi Gebre Mesqel Lalibela, ignorait que dix églises souterraines étaient en cours d'excavation dans la capitale du royaume. Intriguée par l'activité mystérieuse du roi, elle le suivit en cachette jusqu'au chantier. Lorsqu'elle découvrit les merveilles en cours de finition par les équipes de sculpteurs, elle demanda à son époux d'en faire sculpter une onzième qui lui serait dédiée. L'ordre fut aussitôt donné et dès le lendemain la reine put admirer Bete Abba Libanos, érigée grâce au travail nocturne d'une escouade d'anges.

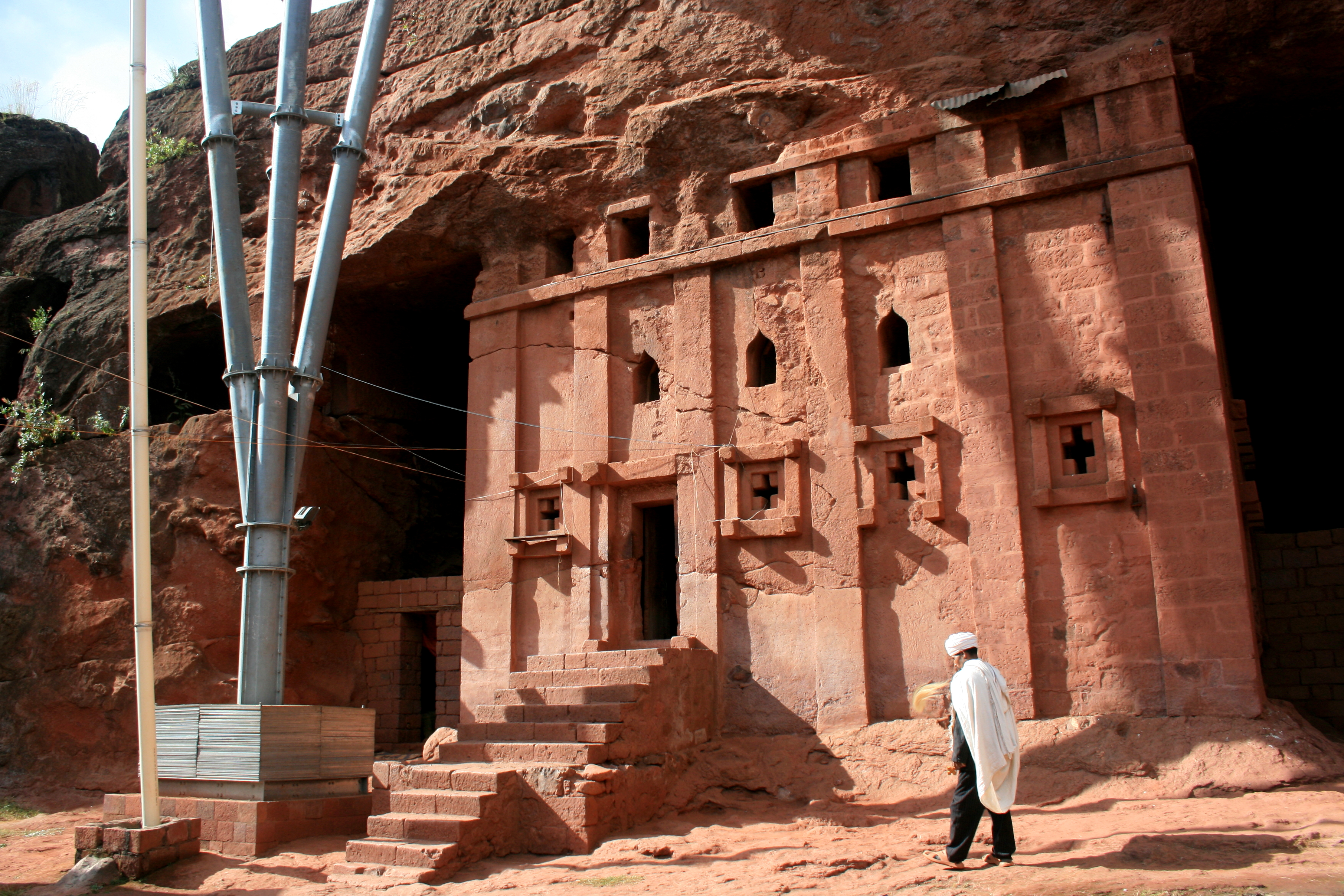
L'église et son toit de roche
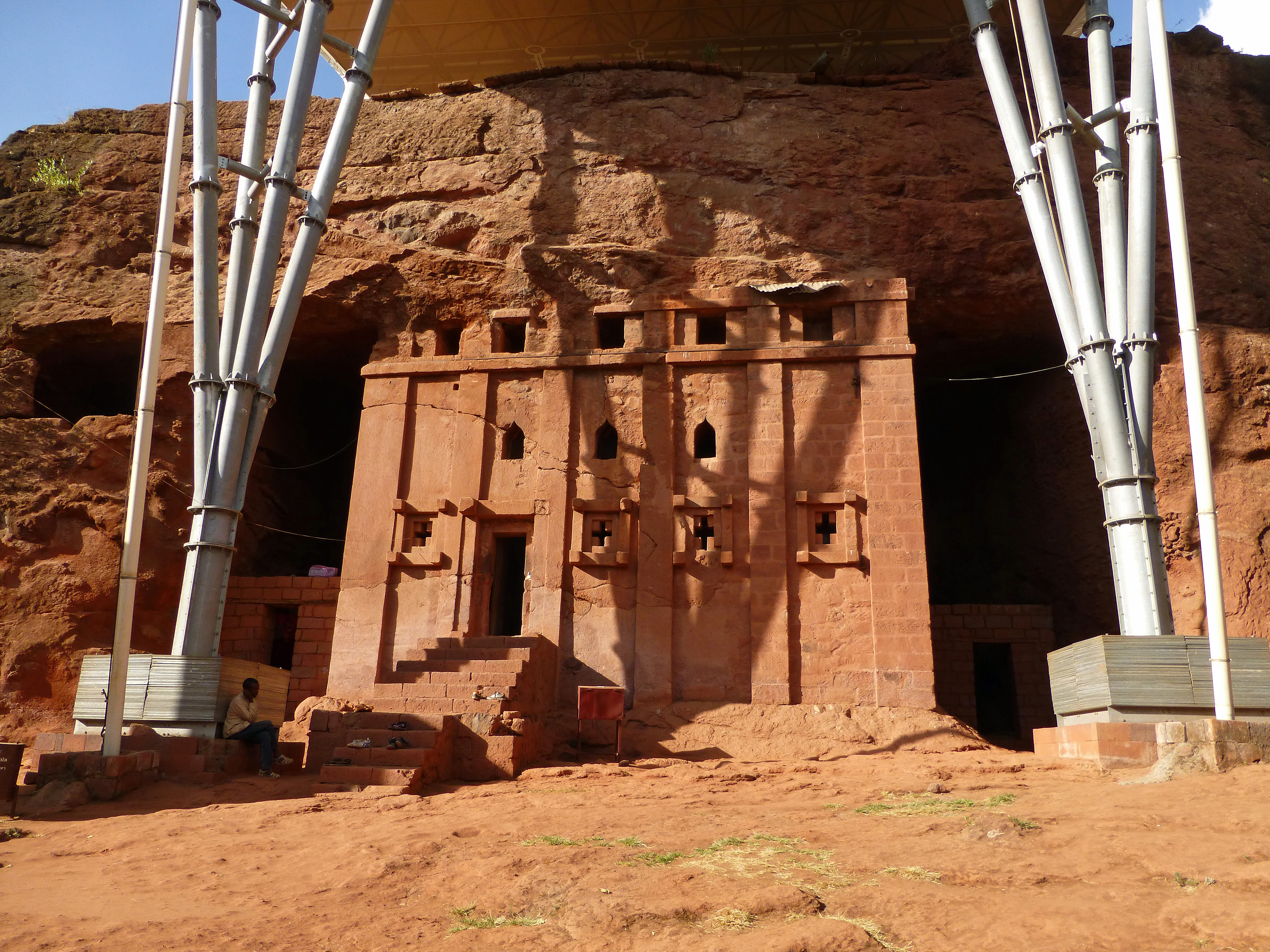
L'église sous son auvent de protection
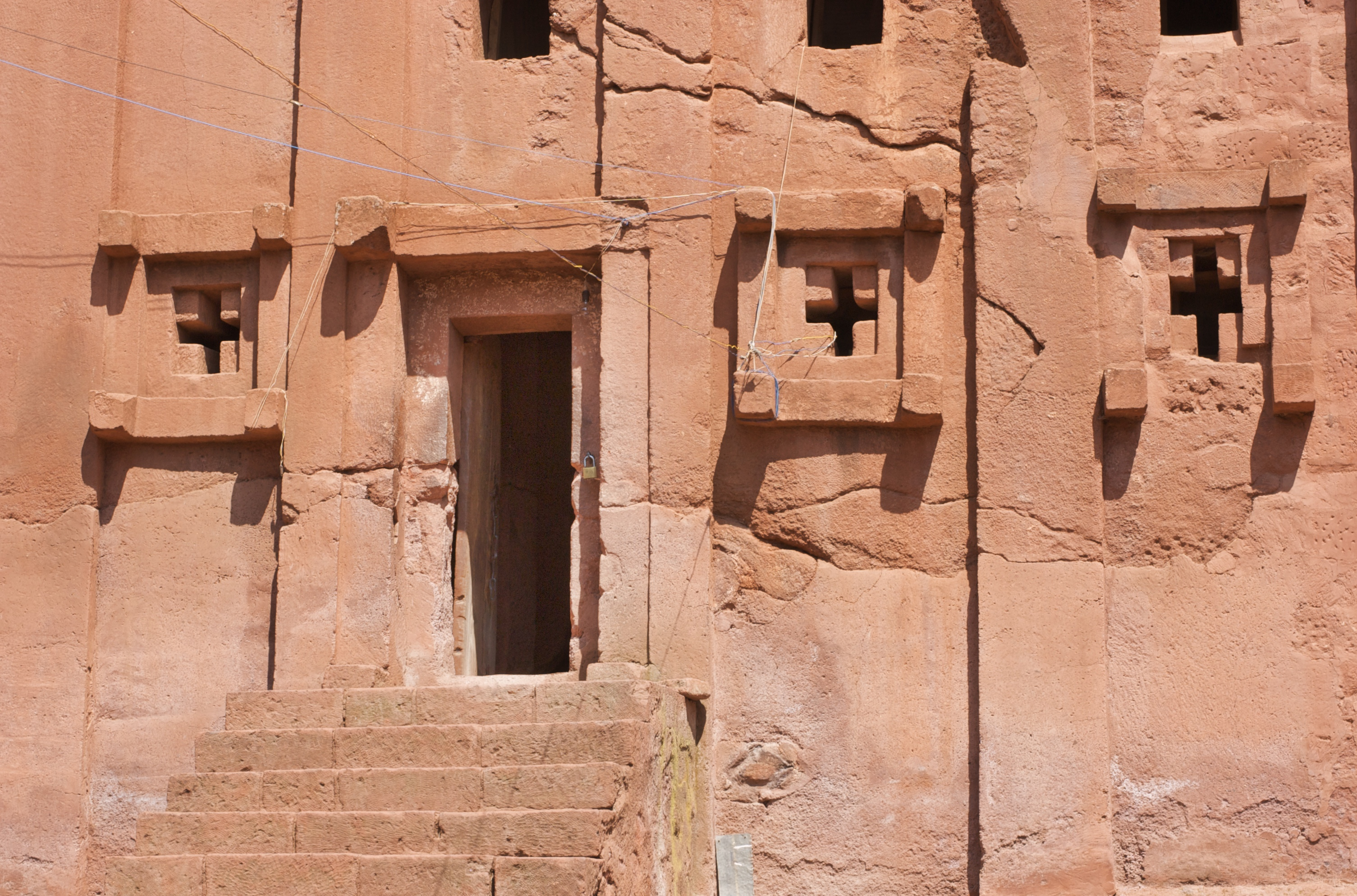
Détail de la façade extérieure